# Festival international de musique du Comminges
Le Festival international de musique du Comminges est un festival français de musique sacrée qui se déroule dans le Comminges depuis 1975.
Créé en 1975, c'est un festival de musique sacrée et de musique de chambre et d'interprétation de musique ancienne il est classé parmi les tout premiers festivals de France. Il a lieu dans la cathédrale de Saint-Bertrand-de-Comminges, certains concerts étant décentralisés, dans la basilique Saint Just de Valcabrère, la collégiale Saint-Pierre de Saint-Gaudens et l'église romane de Martres-Tolosane.
Le festival a lieu tous les ans au mois de juillet et août. Les prestations instrumentales se font autour de l'orgue historique de 1550 au sein de la cathédrale de Saint-Bertrand-de-Comminges et sur les orgues des autres sites.